# قمبريط موزمبيقي

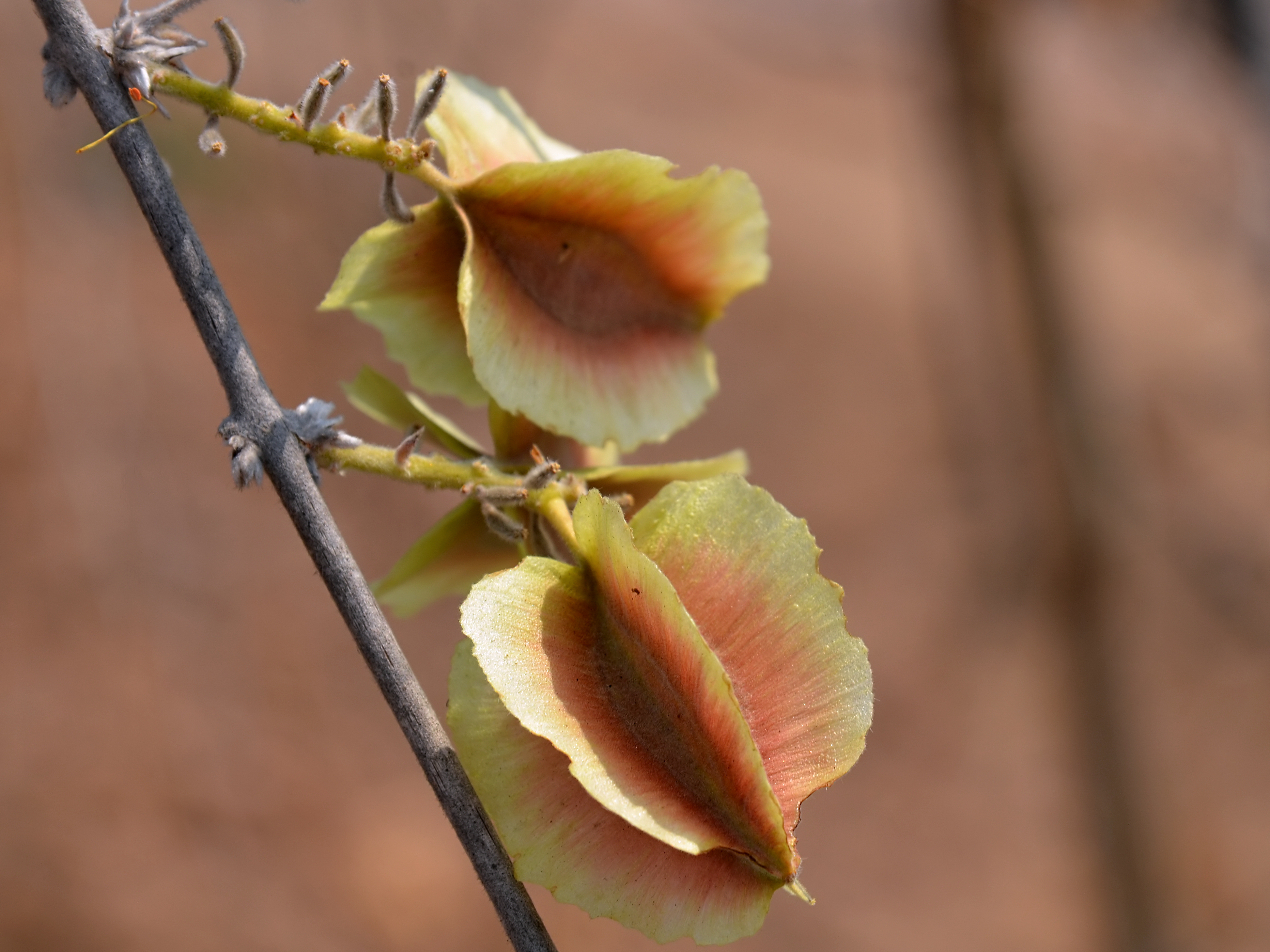
ثمر القمبريط الموزمبيقي

قمبريط موزمبيقي (الاسم العلمي:Combretum mossambicense) هو نوع من النباتات يتبع جنس القمبريط من الفصيلة القمبريطية.